# Luigi Santa Maria
Luigi Santa Maria (Napoli, 30 giugno 1919 – Roma, 21 agosto 2008) è stato un orientalista e linguista italiano, che ha contribuito in modo significativo allo sviluppo degli studi sull'Indonesia in Italia.

## Biografia
Consegue la libera docenza in lingua e letteratura indonesiana nel 1969. Insegna fino al 1996 all'Istituto Universitario Orientale di Napoli (ora Università degli Studi di Napoli "L'Orientale"), in cui era diventato presto professore ordinario di Lingua e letteratura indonesiana. 
Le sue pubblicazioni riguardano in gran parte la letteratura e la storia contemporanea indonesiana. Ha tradotto e curato l'edizione del romanzo La strada senza fine di Mochtar Lubis (Roma, Istituto per l'Oriente, 1967).
È stato presidente dell'Istituto per l'Oriente di Roma - di cui restò poi fino alla morte Presidente onorario - per lo scorcio di mandato 1980-81 lasciato vacante dalla morte del prof. Umberto Rizzitano, venendo poi confermato per il triennio 1981-1983.
Ha ricevuto con Maria Citro, nel 1999, un premio internazionale dell'Istituto Internazionale di Studi asiatici Avanzati per il Dizionario indonesiano-italiano
Un suo necrologio a cura del prof. Giulio Soravia, docente di Lingue e Letteratura indonesiana nell'Università di Bologna, è comparso sulla rivista specialistica Oriente Moderno (n. 1 del 2008).
Con la sua grande biblioteca (una raccolta di testi, alcuni rari e introvabili in Italia, riguardanti in particolare la storia e la cultura indonesiana, il mondo islamico e la cultura e le religioni nell'Estremo Oriente), sono stati costituiti due fondi, uno presso l'IPOCAN (Istituto per l'Oriente C. A. Nallino di Roma) e l'altro presso il dipartimento di Studi Islamici dell'Università di Bologna.

## Opere principali
- "Il racconto breve nella letteratura moderna indonesiana", su: AIUON (Annali dell'Istituto Universitario Orientale di Napoli), vol. XIII (1963)
- "Significato e problematica dell'opera di Utuy Tatang Sontani", su: AIUON, vol. XV (1965)
- "Un decennio di vita politica indonesiana", su: Oriente Moderno, n. 4-6 (Aprile-Giugno) 1965
- "I prestiti portoghesi nel malese indonesiano", Pubblicazioni del seminario di indianistica dell'IUO, Napoli, 1967
- "Gli sviluppi della politica indonesiana dal 1965 al 1970", su: Oriente Moderno, n. 1-2 (Gennaio-Febbraio) 1971
- "Pour une approche structurale de la poésie indonésienne", su: Archipel, 9|9 (1975), pp. 155-169
- "L'Indonesia negli anni '70", (I parte), su: Oriente Moderno, n. 1-6 (Gennaio-Giugno) 1991
- "L'Indonesia negli anni '70", (II parte), su: Oriente Moderno, n. 7-12 (Luglio-Dicembre) 1991
- "L'Indonesia negli anni '80", (I parte), su: Oriente Moderno, n. 7-12 (Luglio-Dicembre) 1993
- "L'Indonesia negli anni '80", (II parte), su: Oriente Moderno, n. 1-6 (Gennaio-Giugno) 1994
- Il fiore della letteratura malese e indonesiana, Novara, EDIPEM, 1973
- Storia delle letterature indigene d'America e d'Oceania, F.lli Fabbri Ed., 1971
- La letteratura indonesiana, Accademia nazionale dei Lincei, 1974
- Dizionario Indonesiano-Italiano, Roma, IsIAO, 1998